# 鲍里斯·日夫科维奇
鲍里斯·日夫科维奇（1975年11月15日—），克罗地亚男子足球运动员，场上位置是后卫。他曾代表克罗地亚国家队参加2002年国际足联世界杯和2004年欧洲足球锦标赛。